# Схулухия, Винари Григорьевна
Винари Григорьевна Схулухия (род. 1942 год, село Рухи, Зугдидский район, Грузинская ССР) — колхозница, председатель колхоза имени Григола Схулухия Зугдидского района, Грузинская ССР. Герой Социалистического Труда (1966).

## Биография
Родилась в 1942 году в семье председателя колхоза «Сакартвело» Григория Петровича Схулухия в селе Рухи Зугдидского района. После окончания местной сельской школы трудилась рядовой колхозницей в колхозе имени Григола Схулухия Зугдидского района, который носил имя её отца.
В своей трудовой деятельности достигла высоких показателей. При среднем плане при сборе чайного листа в день около 30 килограмм чайного листа собирала ежедневно по 100—120 килограмм чайного листа. По итогам работы в 1965 году собрала 8500 килограмм чайного листа при плане 2500 килограмм. Указом Президиума Верховного Совета СССР от 2 апреля 1966 года удостоена звания Героя Социалистического Труда за «достигнутые успехи в развитии сельского хозяйства, промышленности и науки Грузинской ССР» с вручением ордена Ленина и золотой медали «Серп и Молот» (№ 10885).
Занималась общественной деятельностью. Была секретарём колхозной комсомольской организации, членом бюро ЦК ЛКСМ Грузинской ССР. После окончания в 1971 году Высшей партийной школы была избрана председателем родного колхоза.
После выхода на пенсию проживает в Тбилиси.